# Paregle popocatepetlensis
Paregle popocatepetlensis är en tvåvingeart som beskrevs av Griffiths 2001. Paregle popocatepetlensis ingår i släktet Paregle och familjen blomsterflugor. Inga underarter finns listade i Catalogue of Life.